# Kungur (Russia)
Kungur (in russo :Кунгур?) è una città della Russia di circa 60.000 abitanti, che si trova nel Kraj di Perm' lungo il corso dell'Iren', capoluogo del Kungurskij rajon.